# Cerro de los Siete Colores
Cerro de los Siete Colores (Gora sedmerih barv) je ena od gora, ki mejijo na Quebrada de Purmamarca (2324 m nmv), ki je zahodna veja Quebrada de Humahuaca pred prelazom Cuesta de Lipán v provinci Jujuy v Argentini.
Njena edinstvena barvna paleta je plod kompleksne geološke zgodovine, vključno z morskimi usedlinami, jezerskimi in rečnimi premiki, povzročeni s premikanjem tektonskih plošč.
Poleg splošno znanega imena, ki ga nosi ta pisana gora, jo domačini mesta Purmamarca imenujejo tudi Gora sedmih kril. To je neuradno ime in na to se ne sklicuje veliko ljudi, razen tistih, ki živijo tukaj. Razlogi za to drugo ime so zaradi podobnosti med barvami na gori in tradicionalnimi dolgimi krili, ki so jih nosile Andske ženske.
Ta čudovit pogled je sestavljen iz 7 različnih barv, ki vse izhajajo iz različnih vrst kamnin; kar vodi do raznolikih barv. Vsaka barva / skala naj bi nastala tudi v različnih časovnih obdobjih. Najprej naj bi bila roza sestavljena iz rdeče gline, blata (blata) in peščenjaka. Ocenjena starost sega približno 3 do 4 milijone let. Beli odtenek, ki obdaja roza, je večinoma iz apnenca in je star približno 400 milijonov let. Nadaljujemo po mešanici rjave in vijolične, ki je sestavljena iz svinca in bogata s kalcijevim karbonatom in je stara od 80 do 90 milijonov let. Na vrhu vijolično rjave barve je v kamnini zaznana zemeljsko rjava barva. Kamnine, ki tvorijo to barvo, so najnovejše, ki se pojavijo na kamninah in so stare od 1 do 2 milijona let in opisane kot »fanglomerat, sestavljen iz kamnine z manganom, ki spada v kvartar«. Kar zadeva rdečo, ki je sestavljena iz glinenih kamnin (z železom) in druge gline, ki pripadajo zgornjemu terciarju, naj bi bile tudi stare približno 3 do 4 milijone let. Zelene odtenke, ki so stari približno 600 milijonov let, sestavljajo filiti in skrilavci bakrovega oksida. Končno je rumena gorčična barva narejena iz peščenjakov z žveplom in je ocenjena na 80 do 90 milijonov let.

## Legenda
Pravijo, da ko je nastalo mestece Purmamarca, ki se nahaja na vznožju gora, niso imele nobene barve, zaradi česar so bile tako dolgočasne kot katera koli druga gora ali hrib. Za domiselne misli majhnih otrok Purmamarce je bilo to nesprejemljivo. Medtem ko so odrasli v mestu to imeli za normalno in je bilo nekaj, kar je treba prezreti ali se na to navaditi, so otroci zavrnili to prepričanje in se odločili narediti nekaj neverjetnega. Kljub opozorilom odraslim se je zdelo, da nobeden od njih otrok jemlje resno. Začeli so uresničevati svoj načrt. Sedem noči po odločitvi, da okrasijo pobočje, so otroci izginili s postelj, odrasli pa so se vsako jutro zbudili presenečeni; na hrib je bila dodana nova barva. Sedme noči so se vsi odrasli v mestu zgodaj zbudili in ugotovili, da vsi otroci pogrešani. V strahu so odrasli začeli iskati svoje otroke po mestu. Potem ko so mesto preiskali in jih niso našli, so vsi otroci začeli skakati po pobočju, se smejali in se igrati. Od teh sedmih noči je hrib popolnoma pokrit s sedmimi barvami, ki so jih nanj naslikali otroci. Od takrat vsako leto v mestu Purmamarca praznujejo v počastitev poslikave pisanega pobočja.

## Turizem
Hrib naj bi bil najlepši v prvih 45 minutah po zori in turisti se praviloma odločijo izkoristiti čudovit pogled. Na voljo so tudi ogledi mesta Purmamarca, ki leži ob vznožju pisanih gora, ki jih uvrščajo med največje znamenitosti. Obstajajo tudi posebni ogledi po gorah s konji, pohodi / sprehodi, kolesarske ture in fotografski safari. Če se želi povzpeti na goro, sta do obetavnih razglednih točk dve poti, ena je deset minut hoje, druga pa uro hoda. Informacije o tem, kako priti na te in druge lokacije, v mestu ni težko najti prek turistične pisarne.

## Mesto Purmamarca
Purmamarca velja za eno najbolj »slikovitih vasic v kanjonu Humahuaca«. To mestece je zabavno, stisnjeno na dnu znamenitih gričev. Osredotočeno predvsem na turiste, ki pridejo pogledat goro; v mestu je veliko obrtnih stojnic, ki prodajajo vse vrste tapiserij, ročno pletenih oblačil, umetniških del, skulptur, keramike itd. V mestu potekajo številna praznovanja, ki dokazujejo kulturo njegovih prebivalcev. Nekatera so misa-chico, čaščenje mrtvih, čaščenje Pachamame ali avtohtona glasba, ki se igra s quenami (andska flavta), cajami, erqueji (trobilo) in siku (trstenke).
- Cerro de los siete colores, pogled s ceste
- Cerro de los siete colores
- Pogled
- Pot skozi barvne skale
- Cerro de los siete colores à Purmamarca